# Domitila Huneeus Gana
Domitila Huneeus Gana (Santiago, 4 de junio de 1874-Barcelona, 9 de octubre de 1955) fue una religiosa chilena y creadora de la fundación Misioneras Hermanas de Betania.
Nació en Santiago, en una importante familia de Chile. Cursó estudios en el Colegio de las Religiosas del Sagrado Corazón. Su padre, con el que tenía una relación muy estrecha, fue ministro y rector de la Universidad de Chile, y su muerte afectó en gran medida a Domitila. A raíz de este hecho pasó una época muy complicada y su salud se vio afectada negativamente, pero también fue gracias a este hecho que dio un cambio radical a su vida, dedicándola a Dios y la Iglesia Católica.
Alrededor del año 1910 conversó con el padre Mateo Crawley sobre la necesidad de crear una congregación religiosa para ayudar a expandir la palabra de Jesucristo. No es hasta 1918 que decide llevar a cabo la fundación de esta congregación, y en 1921 se reúne con el papa Benedicto XV que le otorgó el visto bueno para su creación. La fundación de las Misioneras Hermanas de Betania tiene lugar el 8 de septiembre de 1922, fecha en la que se oficia la primera misa. El 9 de mayo de 1929 se trasladó a Barcelona en compañía de una hermana, para llevar a cabo la fundación de una misión encargada de la cristianización de la sociedad, especialmente de los obreros.